# Александар Коновалов
Александар Коновалов (15. мај 1994. Јагодина) је српски кик-боксер и боксер. Члан је кик-бокс клуба Палмини Тигрови из Јагодине.

## Кикбокс каријера
Своју прву професионалну титулу је освојио 11. априла 2014. када је победио Марка Де Паолиса нокаутом за титулу слободне WAKO Pro low kick Европске велтер категорије.
Коновалов је учествовао у ACB-KB Grand Prix 2015. у категорији до 61 кг.
У првом мечу који се догодио 17. априла 2015. суочио се са Khan Jung из Јужне Кореје у ACB KB 1: Grand Prix Quarter-Finals. Победио је нокаутом у првој рунди.
У другом мечу 27. септембра 2015. у ACB KB 2: Grand Prix Semi-finals се суочио са Умаром Пасхаевим. Победио је у борби једногласном одлуком судија.
Конововалов је доспео у финале где се суочио са Јакубом Берсанукаевим у ACB KB 4: Grand Prix Final, 13. новембра 2015. Победио је нокаутом у првој рунди меча.
У фебруару 2016. Коновалов се суочио са Андонијем Иглесијасом у свом родном граду Јагодини, за титулу у WAKO Pro low kick world light велтер категорији. Победио је техничиким нокаутом у петој и последњој рунди меча и освојио титулу.
Коновалов је успешно бранио своју WAKO Pro low kick светску титулу против Луке Мамелија 12. марта. 2017.поразивши га техничким нокаутом у трећој рунди након три нокаута.
Коновалов је планирао да одради и трећу одбрану титуле у својој WAKO Pro low kick world light велтер категорији 9. марта. 2019. против, Јонута Атодиресеја. Победио је нокаутом у првој рунди.
Следећи меч одиграо се 14. децембра 2019. када је Конововалов поразио Олександра Украјинета једногласном одлуком судија у Нишу.
После паузе због пандемије КОВИД-19 Коновалов се вратио на професионално такмичење у новој категорији, у борби против Андреа Сантоса 5. марта 2021. за титулу у слободној WAKO Pro low kick world welter категорији. Победио је у борби једногласном одлуком.

## Професионална боксерка каријера
Коновалов је своју професионалну боксерску каријеру започео 31. маја 2019. против Роланда Тејфела. Победио је у борби техничким нокаутом у другој рунди.

## Титуле и достигнућа

### Професионалне:

#### Светска асоцијација кик-бокс организација (WAKO)
- 2014. WAKO Pro Low Kick European Light Welterweight (−64.5 kg) Шампион
- 2016. WAKO Pro Low Kick World Light Welterweight (−64.5 kg) Шампион (три одбране)
- 2021. WAKO Pro Low Kick World Welterweight (−66.8 kg) Шампион

### Аматерске:

#### Светска асоцијација кикбокс организација (WAKO)
- 2010. WAKO Junior World Championships Low Kick −54 kg
- 2011. WAKO Junior World Championships Low Kick −60 kg
- 2012. WAKO Junior World Championships Low Kick −60 kg
- 2013. WAKO World Championships Low Kick −63.5 kg[14]
- 2015. WAKO World Championships Low Kick −63.5 kg
- 2015. WAKO World Championships Best Competitor Award[15]
- 2016. WAKO European Championships K-1 -63.5 kg[16]
- 2017. WAKO World Championships Low Kick −63.5 kg
- 2018. WAKO European Championships Low Kick −67 kg[17]
- 2019. WAKO World Championships Low Kick −67 kg[18]
- 2021. WAKO World Championships Low Kick −71 kg[19]
- 2022. WAKO European Championships Full Contact −75 kg[20]
- 2023. WAKO World Championships Low Kick −75 kg[21]

#### Светске игре
- 2017. World Games Kickboxing −63.5 kg[22]

#### Европске игре
- 2023. European Games Full Contact −75 kg

## Награде
- 2019. Српски кик-боксер године[23]

## Занимљивости
Александар је синовац Драгана Коновалова, чувеног јагодинског и југословенског боксерског репрезентативца.

## Кик-бокс борбе
| Професионалне кикбокс борбе                                                                | Професионалне кикбокс борбе    | Професионалне кикбокс борбе    | Професионалне кикбокс борбе                        | Професионалне кикбокс борбе    | Професионалне кикбокс борбе    | Професионалне кикбокс борбе    | Професионалне кикбокс борбе    |  |
| 41 победа, 1 пораз, 0 нерешено                                                             | 41 победа, 1 пораз, 0 нерешено | 41 победа, 1 пораз, 0 нерешено | 41 победа, 1 пораз, 0 нерешено                     | 41 победа, 1 пораз, 0 нерешено | 41 победа, 1 пораз, 0 нерешено | 41 победа, 1 пораз, 0 нерешено | 41 победа, 1 пораз, 0 нерешено |  |
| Датум                                                                                      | Резултат                       | Противник                      | Догађај                                            | Локација                       | Метода                         | Рунда                          | Време                          |  |
| ------------------------------------------------------------------------------------------ | ------------------------------ | ------------------------------ | -------------------------------------------------- | ------------------------------ | ------------------------------ | ------------------------------ | ------------------------------ |  |
| 2021-03-05                                                                                 | Победа                         | Andre Santos                   | Arena Friday Night                                 | Београд, Србија                | Одлука (једногласна)           | 5                              | 3:00                           |  |
| Освајање упражњеног места за WAKO Pro Low Kick World Welterweight (−66.8 kg) титулу.       |                                |                                |                                                    |                                |                                |                                |                                |  |
| 2019-12-14                                                                                 | Победа                         | Oleksandr Ukrainets            | Kik Boks Savez Srbije                              | Ниш, Србија                    | Одлука (једногласна)           | 3                              | 3:00                           |  |
| 2019-07-07                                                                                 | Победа                         | Vitalic Maiboroda              | Палмини тигрови Догађај 23 – Грчка против Србије   | Јагодина, Србија               | Одлука (једногласна)           | 3                              | 3:00                           |  |
| 2019-03-09                                                                                 | Победа                         | Ionuț Atodiresei               | [ 26 ]                                             | Јагодина, Србија               | KO (Ударац телом)              | 1                              |                                |  |
| Освајање WAKO Pro Low Kick World Light Welterweight (−64.5 kg) титуле.                     |                                |                                |                                                    |                                |                                |                                |                                |  |
| 2018-07-07                                                                                 | Победа                         | Martan Songul                  | Палмини тигрови Догађај 22                         | Кончарево, Србија              | TKO (Ударац окретањем уназад)  | 1                              |                                |  |
| 2018-03-10                                                                                 | Победа                         | Vitor Coimbra                  |                                                    | Јагодина, Србија               | KO (Леви кроше у тело)         | 1                              |                                |  |
| Освајање WAKO Pro Low Kick World Light Welterweight (−64.5 kg) титуле                      |                                |                                |                                                    |                                |                                |                                |                                |  |
| 2017-07-07                                                                                 | Победа                         | Mihajan Shmilevksi             | Палмини тигрови Догађај 21                         | Јагодина, Србија               | KO (Скакање на колено)         | 1                              | 0:20                           |  |
| 2017-03-12                                                                                 | Победа                         | Luca Lameli                    |                                                    | Јагодина, Србија               | TKO (3 Нокаута)                | 3                              |                                |  |
| Освајање WAKO Pro Low Kick World Light Welterweight (−64.5 kg) титуле                      |                                |                                |                                                    |                                |                                |                                |                                |  |
| 2016-07-07                                                                                 | Победа                         | Kevin Croom                    | Палмини тигрови Догађај 20 – САД против Србије     | Кончарево, Србија              | TKO (Прекид доктора)           | 1                              |                                |  |
| 2016-02-27                                                                                 | Победа                         | Andoni Iglesias                |                                                    | Јагодина, Србија               | TKO                            | 5                              |                                |  |
| Освајање упражњеног местаа за WAKO Pro Low Kick World Light Welterweight (−64.5 kg) титулу |                                |                                |                                                    |                                |                                |                                |                                |  |
| 2015-11-13                                                                                 | Победа                         | Yakub Bersanukaev              | ACB KB 4: Grand Prix Final                         | Перм, Русија                   | KO (Леви кроше у тело)         | 1                              | 2:11                           |  |
| Освајање 2015 ACB-KB Grand Prix −60 kg титуле                                              |                                |                                |                                                    |                                |                                |                                |                                |  |
| 2015-09-27                                                                                 | Победа                         | Umar Paskhaev                  | ACB KB 2: Grand Prix Semi-finals                   | Анапа, Русија                  | Одлука (једногласна)           | 3                              | 3:00                           |  |
| 2015-06-13                                                                                 | Победа                         | Adrian Horvat                  |                                                    | Ниш, Србија                    | TKO (Ударац окретањем уназад)  | 1                              | 0:50                           |  |
| 2015-04-17                                                                                 | Победа                         | Khan Jung                      | ACB KB 1: Grand Prix Quarter-Finals                | Грозни, Русија                 | KO (Ударац окретањем уназад)   | 1                              |                                |  |
| 2014-07-07                                                                                 | Победа                         | Jan Holec                      | Палмини тигрови Догађај 17 – Чешка против Србије   | Кончарево, Србија              | Одлука                         | 3                              | 3:00                           |  |
| 2014-04-11                                                                                 | Победа                         | Marco De Paolis                |                                                    | Јагодина, Србија               | KO                             | 1                              |                                |  |
| Освајање WAKO Pro Low Kick European Light Welterweight (−64.5 kg) титуле                   |                                |                                |                                                    |                                |                                |                                |                                |  |
| 2013-07-07                                                                                 | Победа                         | Michal Krolik                  | Палмини тигрови Догађај 16 – Пољска против Србије  | Јагодина, Србија               | Одлука (једногласна)           | 3                              | 3:00                           |  |
| 2013-03-                                                                                   | Победа                         | Ivan Dragomirov                |                                                    | Јагодина, Србија               | Одлука                         | 3                              | 3:00                           |  |
| 2013-02-24                                                                                 | Победа                         | Marko Cvetanović               | Serbian Open                                       | Београд, Србија                | Одлука                         | 3                              | 3:00                           |  |
| 2012-07-07                                                                                 | Победа                         | Leandro Causerano              | Палмини тигрови Догађај 15 – Италија против Србије | Јагодина, Србија               | KO (Ударци)                    | 1                              |                                |  |
| Легенда: Победа Пораз Нерешено Забелешке                                                   |                                |                                |                                                    |                                |                                |                                |                                |  |

| Аматерске кикбокс борбе                                                      | Аматерске кикбокс борбе                                              | Аматерске кикбокс борбе                                              | Аматерске кикбокс борбе                                              | Аматерске кикбокс борбе                                              | Аматерске кикбокс борбе                                              | Аматерске кикбокс борбе                                              | Аматерске кикбокс борбе                                              |
| 152 Победа, 8 Изгубљених                                                     | 152 Победа, 8 Изгубљених                                             | 152 Победа, 8 Изгубљених                                             | 152 Победа, 8 Изгубљених                                             | 152 Победа, 8 Изгубљених                                             | 152 Победа, 8 Изгубљених                                             | 152 Победа, 8 Изгубљених                                             | 152 Победа, 8 Изгубљених                                             |
| Датум                                                                        | Резултат                                                             | Противник                                                            | Догађај                                                              | Локација                                                             | Метода                                                               | Рунда                                                                | Време                                                                |
| Освајање 2023 WAKO Светско првенство Low Kick −75 kg Бронзана медаља         | Освајање 2023 WAKO Светско првенство Low Kick −75 kg Бронзана медаља | Освајање 2023 WAKO Светско првенство Low Kick −75 kg Бронзана медаља | Освајање 2023 WAKO Светско првенство Low Kick −75 kg Бронзана медаља | Освајање 2023 WAKO Светско првенство Low Kick −75 kg Бронзана медаља | Освајање 2023 WAKO Светско првенство Low Kick −75 kg Бронзана медаља | Освајање 2023 WAKO Светско првенство Low Kick −75 kg Бронзана медаља | Освајање 2023 WAKO Светско првенство Low Kick −75 kg Бронзана медаља |
| ---------------------------------------------------------------------------- | -------------------------------------------------------------------- | -------------------------------------------------------------------- | -------------------------------------------------------------------- | -------------------------------------------------------------------- | -------------------------------------------------------------------- | -------------------------------------------------------------------- | -------------------------------------------------------------------- |
| 2023-11-23                                                                   | Пораз                                                                | Alkayis Unal                                                         | WAKO Светско првенство 2023, Полуфинале                              | Албуфеира, Португалија                                               | Одлука (3:0)                                                         | 3                                                                    | 2:00                                                                 |
| 2023-11-22                                                                   | Победа                                                               | Rayimjonov Davlatbek                                                 | WAKO Светско првенство 2023, Четвртфинале                            | Албуфеира, Португалија                                               | Одлука (3:0)                                                         | 3                                                                    | 2:00                                                                 |
| 2023-11-21                                                                   | Победа                                                               | Loai Sakas                                                           | WAKO Светско првенство 2023, Друга рунда                             | Албуфеира, Португалија                                               | Одлука (3:0)                                                         | 3                                                                    | 2:00                                                                 |
| 2023-11-20                                                                   | Победа                                                               | Pinheiro Amaro                                                       | WAKO Светско првенство 2023, Прва рунда                              | Албуфеира, Португалија                                               | Одлука (3:0)                                                         | 3                                                                    | 2:00                                                                 |
| Освајање 2023 Европске игре Full Contact −75 kg Бронзана медаља              |                                                                      |                                                                      |                                                                      |                                                                      |                                                                      |                                                                      |                                                                      |
| 2023-07-01                                                                   | Пораз                                                                | Tymur Brykov                                                         | 2023 Европске игре, полуфинале                                       | Мисленице, Пољска                                                    | Одлука (3:0)                                                         | 3                                                                    | 2:00                                                                 |
| 2023-06-30                                                                   | Победа                                                               | Peter Carr                                                           | 2023 Европске игре, Четвртфинале                                     | Мисленице, Пољска                                                    | Одлука (3:0)                                                         | 3                                                                    | 2:00                                                                 |
| 2022-11-18                                                                   | Пораз                                                                | Luka Shoniya                                                         | WAKO Европско првенство 2022, Финале                                 | Анталија, Турска                                                     | Одлука (3:0)                                                         | 3                                                                    | 2:00                                                                 |
| Освајање 2022 WAKO Европско првенство Full Contact −75 kg Сребрна медаља     |                                                                      |                                                                      |                                                                      |                                                                      |                                                                      |                                                                      |                                                                      |
| 2022-11-17                                                                   | Победа                                                               | Jakub Pokusa                                                         | WAKO Европско првенство 2022, полуфинале                             | Анталија, Турска                                                     | Одлука (3:0)                                                         | 3                                                                    | 2:00                                                                 |
| 2022-11-                                                                     | Победа                                                               | Jaakko Haanpaa                                                       | WAKO Европско првенство 2022, Четвртфинале                           | Анталија, Турска                                                     | Одлука (3:0)                                                         | 3                                                                    | 2:00                                                                 |
| 2022-11-                                                                     | Победа                                                               | Mihail Veltchovski                                                   | WAKO Европско првенство 2022, Први круг                              | Анталија, Турска                                                     | Одлука (3:0)                                                         | 3                                                                    | 2:00                                                                 |
| 2021-10-                                                                     | Победа                                                               | Rahim Aliyev                                                         | WAKO Светско првенство 2021, Финале                                  | Јесоло, Италија                                                      | Одлука (3:0)                                                         | 3                                                                    | 2:00                                                                 |
| Освајање 2021 WAKO Светско првенство Low Kick −71 kg Златна медаља           |                                                                      |                                                                      |                                                                      |                                                                      |                                                                      |                                                                      |                                                                      |
| 2021-10-                                                                     | Победа                                                               | Jasmin Ramic                                                         | WAKO Светско првенство 2021, полуфинале                              | Јесоло, Италија                                                      | Одлука (3:0)                                                         | 3                                                                    | 2:00                                                                 |
| 2021-10-                                                                     | Победа                                                               | Mevlane Altuntas                                                     | WAKO Светско првенство 2021, Четвртфинале                            | Јесоло, Италија                                                      | Одлука (3:0)                                                         | 3                                                                    | 2:00                                                                 |
| 2021-10-                                                                     | Победа                                                               | Loai Sakas                                                           | WAKO Светско првенство 2021, Друга рунда                             | Јесоло, Италија                                                      | Одлука (3:0)                                                         | 3                                                                    | 2:00                                                                 |
| 2021-10-                                                                     | Победа                                                               | Ante Buzov                                                           | WAKO Светско првенство 2021, Прва рунда                              | Јесоло, Италија                                                      | Одлука (3:0)                                                         | 3                                                                    | 2:00                                                                 |
| 2019-10-                                                                     | Победа                                                               | Dimtar Penchev                                                       | WAKO Светско првенство 2019, Финале                                  | Сарајево, Босна и Херцеговина                                        | Одлука (3:0)                                                         | 3                                                                    | 2:00                                                                 |
| Освајање 2019 WAKO Светско првенство Low Kick −67 kg Златна медаља           |                                                                      |                                                                      |                                                                      |                                                                      |                                                                      |                                                                      |                                                                      |
| 2019-10-                                                                     | Победа                                                               | Shamil Gadzhimusaev                                                  | WAKO Светско првенство 2019, полуфинале                              | Сарајево, Босна и Херцеговина                                        | Одлука (2:1)                                                         | 3                                                                    | 2:00                                                                 |
| 2019-10-                                                                     | Победа                                                               | Zohrab Azimov                                                        | WAKO Светско првенство 2019, Четвртфинале                            | Сарајево, Босна и Херцеговина                                        | Одлука (3:0)                                                         | 3                                                                    | 2:00                                                                 |
| 2019-10-                                                                     | Победа                                                               | Pynshrainmiki Rabon                                                  | WAKO Светско првенство 2019, Друга рунда                             | Сарајево, Босна и Херцеговина                                        | Одлука (3:0)                                                         | 3                                                                    | 2:00                                                                 |
| 2018-10-                                                                     | Победа                                                               | Eliasz Jankowski                                                     | WAKO Европско првенство 2018, Финале                                 | Братислава, Словачка                                                 | Одлука (3:0)                                                         | 3                                                                    | 2:00                                                                 |
| Освајање 2018 WAKO Европско првенство Low Kick −67 kg Златна медаља          |                                                                      |                                                                      |                                                                      |                                                                      |                                                                      |                                                                      |                                                                      |
| 2018-10-                                                                     | Победа                                                               | Ianis Budagov                                                        | WAKO Европско првенство 2018, Полуфинале                             | Братислава, Словачка                                                 | Одлука (3:0)                                                         | 3                                                                    | 2:00                                                                 |
| 2018-10-                                                                     | Победа                                                               | Andrej Kedves                                                        | WAKO Европско првенство 2018, Четвртфинале                           | Братислава, Словачка                                                 | Одлука (3:0)                                                         | 3                                                                    | 2:00                                                                 |
| 2017-11-                                                                     | Победа                                                               | Andre Santos                                                         | WAKO Светско првенство 2017, Финале                                  | Будимпешта, Мађарска                                                 | Одлука (3:0)                                                         | 3                                                                    | 2:00                                                                 |
| Освајање 2017 WAKO Светско првенство Low Kick −63.5 kg Златна медаља         |                                                                      |                                                                      |                                                                      |                                                                      |                                                                      |                                                                      |                                                                      |
| 2017-11-                                                                     | Победа                                                               | Luca Mameli                                                          | WAKO Светско првенство 2017, полуфинале                              | Будимпешта, Мађарска                                                 | Одлука (3:0)                                                         | 3                                                                    | 2:00                                                                 |
| 2017-11-                                                                     | Победа                                                               | Ivan Adeev                                                           | WAKO Светско првенство 2017, Четвртфинале                            | Будимпешта, Мађарска                                                 | Одлука (2:1)                                                         | 3                                                                    | 2:00                                                                 |
| 2017-11-                                                                     | Победа                                                               | Andoni Iglesias                                                      | WAKO Светско првенство 2017, друга рунда                             | Будимпешта, Мађарска                                                 | Одлука (3:0)                                                         | 3                                                                    | 2:00                                                                 |
| 2017-07-27                                                                   | Пораз                                                                | Orfan Sananzade                                                      | 2017 Светске игре, финале                                            | Wroclaw, Poland                                                      | Одлука (2:1)                                                         | 3                                                                    | 2:00                                                                 |
| Освајање 2017 Светске игре Kickboxing −63.5 kg Сребрна медаља                |                                                                      |                                                                      |                                                                      |                                                                      |                                                                      |                                                                      |                                                                      |
| 2017-07-26                                                                   | Победа                                                               | Alexander Kalicki                                                    | 2017 Светске игре, полуфинале                                        | Вроцлав, Пољска                                                      | Одлука (3:0)                                                         | 3                                                                    | 2:00                                                                 |
| 2017-07-26                                                                   | Победа                                                               | Iraj Moradi                                                          | 2017 Светске игре, Четвртфинале                                      | Вроцлав, Пољска                                                      | Одлука (3:0)                                                         | 3                                                                    | 2:00                                                                 |
| 2016-10-27                                                                   | Победа                                                               | Orfan Sananzade                                                      | WAKO Европско првенство 2016, Финале                                 | Марибор, Словенија                                                   | Одлука (3:0)                                                         | 3                                                                    | 2:00                                                                 |
| Освајање 2016 WAKO Европско првенство K-1 -63.5 kg Златна медаља             |                                                                      |                                                                      |                                                                      |                                                                      |                                                                      |                                                                      |                                                                      |
| 2016-10-26                                                                   | Победа                                                               | Yehouda Levy                                                         | WAKO Европско првенство 2016, Полуфинале                             | Марибор, Словенија                                                   | Одлука (3:0)                                                         | 3                                                                    | 2:00                                                                 |
| 2016-10-25                                                                   | Победа                                                               | Victor Mikhailov                                                     | WAKO Европско првенство 2016, Четвртфинале                           | Марибор, Словенија                                                   | Одлука (2:1)                                                         | 3                                                                    | 2:00                                                                 |
| 2015-10-30                                                                   | Победа                                                               | Shamil Gadzhimusaev                                                  | WAKO Светско првенство 2015, Финале                                  | Београд, Србија                                                      | Одлука (3:0)                                                         | 3                                                                    | 2:00                                                                 |
| Освајање 2015 WAKO Светско првенство Low Kick −63.5 kg Златна медаља         |                                                                      |                                                                      |                                                                      |                                                                      |                                                                      |                                                                      |                                                                      |
| 2015-10-29                                                                   | Победа                                                               | Semir Delic                                                          | WAKO Светско првенство 2015, полуфинале                              | Београд, Србија                                                      | RSCH                                                                 |                                                                      |                                                                      |
| 2015-10-                                                                     | Победа                                                               | Ivan Zidar                                                           | WAKO Светско првенство 2015, Четвртфинале                            | Београд, Србија                                                      | Одлука (3:0)                                                         | 3                                                                    | 2:00                                                                 |
| 2015-10-                                                                     | Победа                                                               | Seyedhossein Najafizadeh                                             | WAKO Светско првенство 2015, Друга рунда                             | Београд, Србија                                                      | KO                                                                   | 1                                                                    |                                                                      |
| 2014-10-                                                                     | Пораз                                                                | Ilya Afonin                                                          | WAKO Европско првенство 2014, Четвртфинале                           | Билбао, Шпанија                                                      | Одлука (2:1)                                                         | 3                                                                    | 2:00                                                                 |
| 2013-10-                                                                     | Победа                                                               | Facson Perrine                                                       | WAKO Светско првенство 2013, Финале                                  | Гуаруја, Бразил                                                      | Одлука                                                               | 3                                                                    | 2:00                                                                 |
| Освајање 2013 WAKO Светско првенство Low Kick −63.5 kg Златна медаља         |                                                                      |                                                                      |                                                                      |                                                                      |                                                                      |                                                                      |                                                                      |
| 2013-10-                                                                     | Победа                                                               | Aliashkab Patichev                                                   | WAKO Светско првенство 2013, полуфинале                              | Гуаруја, Бразил                                                      | Одлука                                                               | 3                                                                    | 2:00                                                                 |
| 2013-10-                                                                     | Победа                                                               | Nils Widlund                                                         | WAKO Светско првенство 2013, Четвртфинале                            | Гуаруја, Бразил                                                      | Одлука                                                               | 3                                                                    | 2:00                                                                 |
| 2013-09-                                                                     | Победа                                                               | Cesar Sesoko Alva                                                    | WAKO Светско првенство 2013, прва рунда                              | Гуаруја, Бразил                                                      | Одлука                                                               | 3                                                                    | 2:00                                                                 |
| 2012-09-                                                                     | Победа                                                               | Mateusz Rajewski                                                     | WAKO Кадетско и јуниорско Светско првенство 2012, Финале             | Братислава, Словачка                                                 | Одлука                                                               | 3                                                                    | 2:00                                                                 |
| Освајање 2012 WAKO Јуниорско Светско првенство Low Kick −60 kg Златна медаља |                                                                      |                                                                      |                                                                      |                                                                      |                                                                      |                                                                      |                                                                      |
| 2010-09-                                                                     | Победа                                                               | Oleksandr Ten                                                        | 2010 WAKO Јуниорско Светско првенство, Финале                        | Београд, Србија                                                      | Одлука                                                               |                                                                      |                                                                      |
| Освајање 2010 WAKO Јуниорско Светско првенство Low Kick −54 kg Златна медаља |                                                                      |                                                                      |                                                                      |                                                                      |                                                                      |                                                                      |                                                                      |
| 2010-09-                                                                     | Победа                                                               | Astemir Borsov                                                       | 2010 WAKO Јуниорско Светско првенство, Полуфинале                    | Београд, Србија                                                      | Одлука                                                               |                                                                      |                                                                      |
| Легенда: Победа Пораз Нерешено Забелешке                                     |                                                                      |                                                                      |                                                                      |                                                                      |                                                                      |                                                                      |                                                                      |

## Професионални бокс мечеви
До сада је имао три професионална меча
| 3 Борбе  | 3 победе | 0 пораза |
| Нокаутом | 3        | 0        |

| Бр. | Резултат | Запис | Противник      | Врста | Рунда, Време | Датум              | Локација                          | Забелешке |
| 3   | Победа   | 3–0   | Vojtech Majer  | TKO   | 2 (4), 1:31  | 20. август 2022.   | Јагодина , Србија                 |           |
| 2   | Победа   | 2–0   | Милан Живковић | KO    | 3 (6), 1:45  | 4. септембар 2020. | Адмирал Казино, Београд, Србија   |           |
| 1   | Победа   | 1–0   | Roland Tejfel  | TKO   | 2 (4), 0:45  | 31.мај 2019.       | Спортска дворана, Београд, Србија |           |